# Vindelns kyrka
Vindelns kyrka, förr benämnd Norra Degerfors kyrka, är en kyrkobyggnad i Vindeln. Den är församlingskyrka i Vindelns församling i Luleå stift. 

## Historik
Invid kyrkan står den ursprungliga kyrkan från 1769, Sankt Mikaels kapell, som återuppfördes 1963. År 1875 började vid husförhören en insamling för en ny kyrka. Kyrkan, det vill säga nuvarande Sankt Mikaels kapell, hade blivit för trång, speciellt vid storhelger då upp till två tredjedelar av besökarna fick stå utanför och lyssna.
En kyrkobyggnadskommitté bildades med bland annat kyrkoherde Anders Johan Rothén, kommunalnämndsordförande A Johansson och disponent Anders Åström, där Åström var den mest tongivande i kommittén. Flera arkitekter och byggmästare erbjöd sina tjänster. En förfrågan gick även till arkitekt Fredrik Olaus Lindström, som då var stadsarkitekt i Umeå och som ritat Umeå stads kyrka, men Lindström avböjde med att han som stadsarkitekt inte fick verka utanför Umeå. I ett protokoll från februari 1889 kan man läsa att kyrkobyggmästare Johan Nordell föreslog en träkyrka till en kostnad av cirka 84 000 kr. Kyrkobyggnadskommittén skickade Nordells ritningarna vidare till Överintendentsämbetet och till arkitekt Lindström. Från båda hållen fick ritningarna kritik och kommittén fick rådet att anlita en sakkunnigare person. I september 1889 sade Lindström upp sin tjänst som stadsarkitekt och därefter erbjöd han sig att åta sig uppdraget som arkitekt för kyrkan. Den 23 mars 1899 fick Lindström uppdraget att rita en kyrka av tegel, med takresning av trä och med plats för 1200 sittande personer. Han skulle även göra ett kostnadsförslag för kyrkan, orgeln och klockor, vilket tillsammans inte skulle få överstiga 100 000 kr. Lindström ritade då en kyrka i nygotisk stil som var den tidens ideal för kyrkor. I november 1900 beslöt kyrkobyggnadskommittén att anta byggmästare Lars Theodor Ellströms anbud på 103 000 kr för att bygga kyrkan enligt Lindström ritningar.
I september 1901 lades grundstenen och på Luciadagen 1903 kunde den invigas av biskop Martin Johansson. Dagen innan invigningen, 12 december 1903, hade stora skaror från olika delar av socknen samlats i kyrkbyn och när dörrarna öppnades 9.30 på invigningsdagen stod cirka 3000 personer i kö. Ett hundratal personer som inte fick plats i kyrkan fick stanna utanför. Kyrkan blev den sista kyrka som invigdes i Härnösands stift innan Luleå stift utbröts som ett eget stift 1904. Efter kyrkobygget stannade många av de byggnadsarbetare som kommit söderifrån kvar och bildade familj medan andra flyttade vidare till andra byggen.
1904 revs den gamla kyrkan. Den återuppfördes istället som sockenstuga på annan plats. 1963 flyttades den tillbaka och fungerar nu som ett gravkapell under namnet Sankt Mikaels kapell.
Kyrkan vann tävlingen "Sveriges vackraste kyrka" år 2003, som arrangerades av Året Runt.

## Kyrkobyggnaden

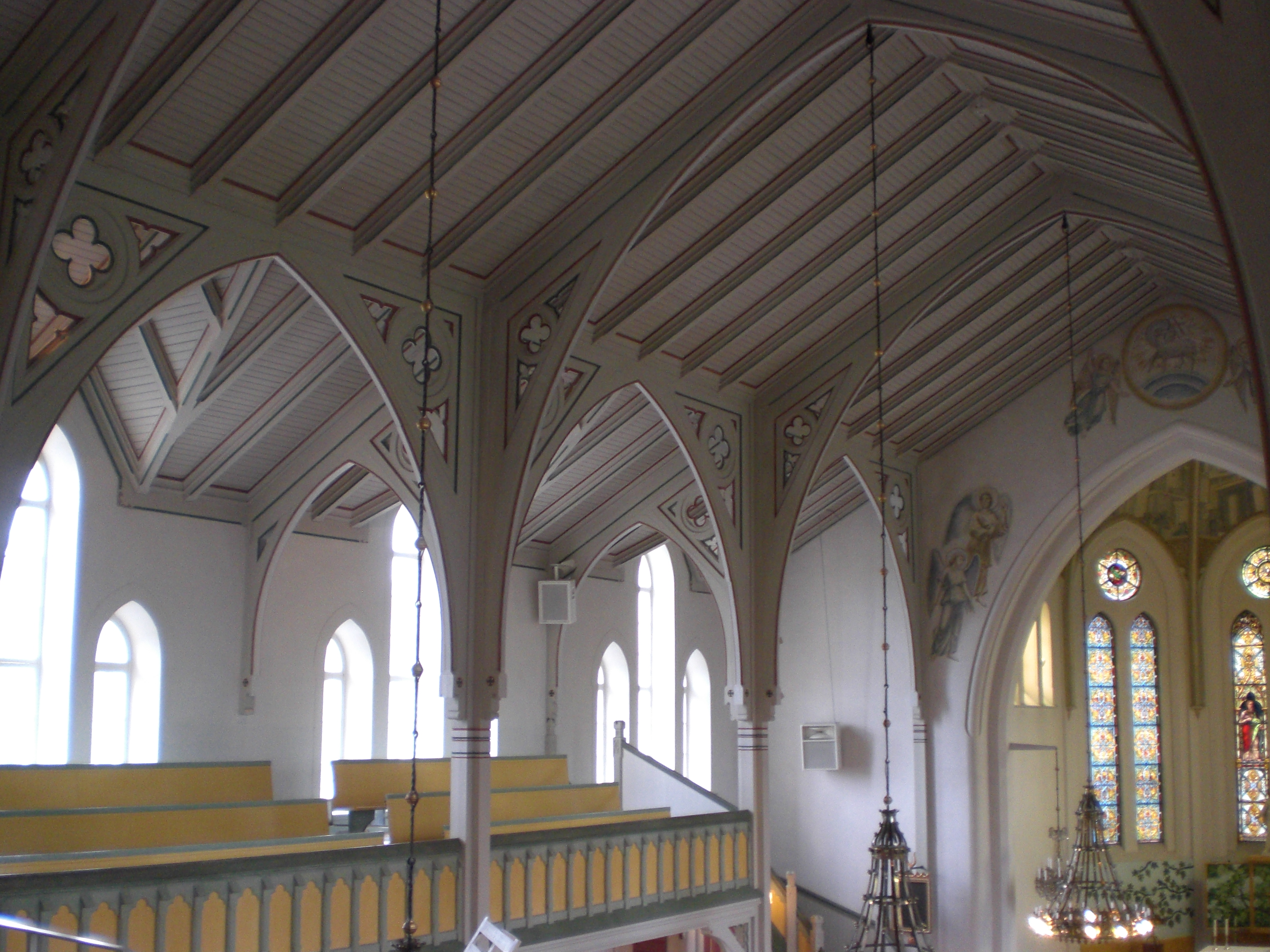
Innertaket

Kyrkan är en treskeppig hallkyrka i nygotisk stil med ett torn i norr, sakristia i öster och ett polygonalt kor i söder. Grunden är av gråsten och betong. Väggarna av murat rött tegel med kalkputs. Långhuset har vita ytor och långhusets trätak med svartmålad järnplåt bärs upp av träpelare. Korvalvet är murat med lättare tegel i valvkapporna och korväggen är schablonmålad. All träinredning är målad i ljusa färger med fasningar och profiler i klarare färger. Målningsarbete i kyrkan är utförda av F. O. Andersson. De målade glasfönstren i koret med Paulus och Petrus som motiv är utförda av Neumann & Vogel och donerade av skogsbolaget Holmsunds AB.
Varifrån teglet till kyrkan kommer är oklart. Tegelbruket i Tegelugnsdalen som låg i närheten försåg hela socknen med tegel men den mängd tegel som krävdes för kyrkan förmodas ha överstigit vad tegelbruket kunnat leverera.
Byggnadskostnaden för kyrkan blev 122 535:95 kr och inventarierna kostade 9 863 kr. En del av finansieringen klarades med ett lån på 35 000 kr från Allmänna Hypotekskassan för Sveriges städer med en avbetalning på 25 år till en kostnad av 2 362:50 kr.

## Inventarier

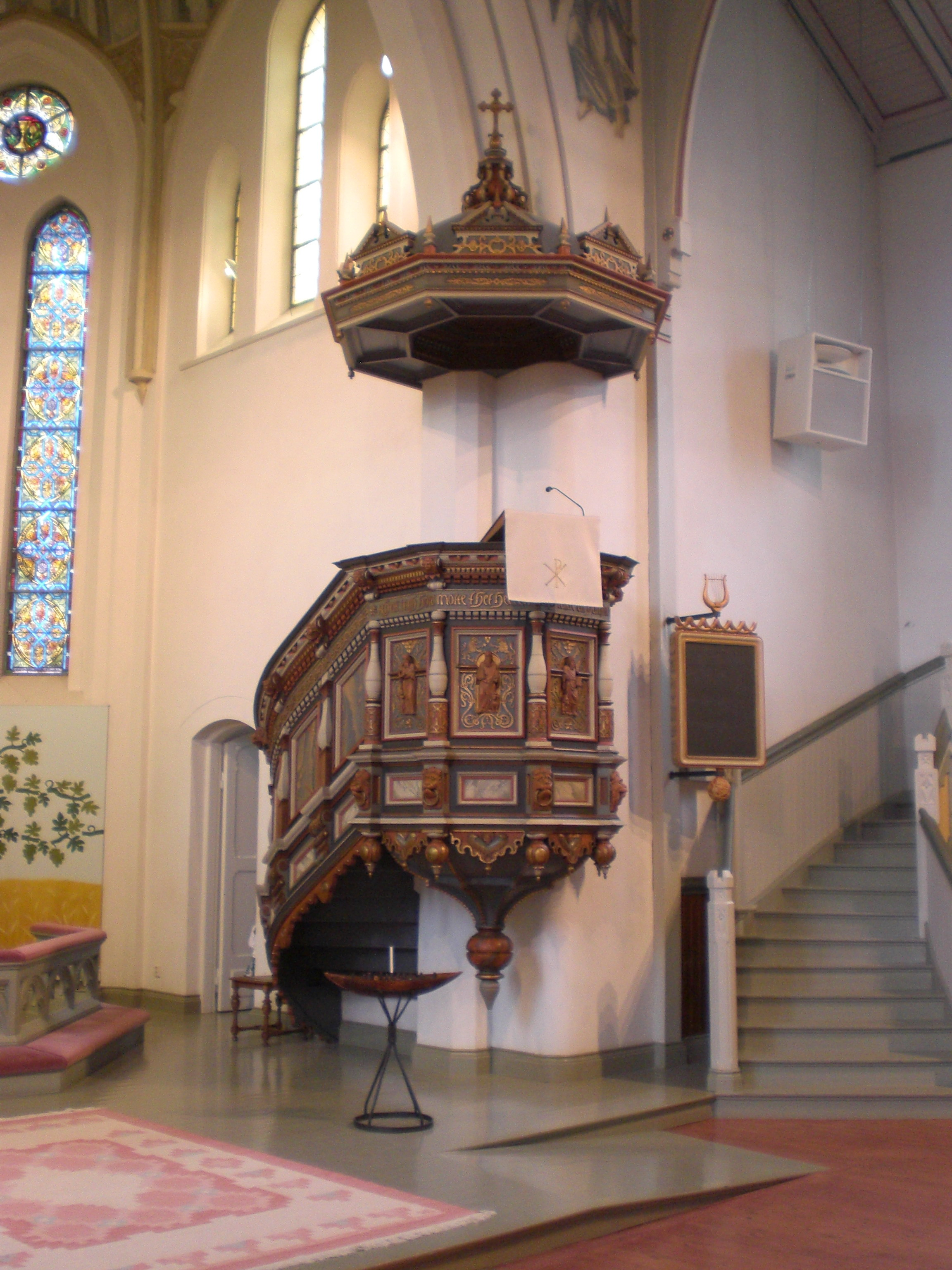
Predikstol

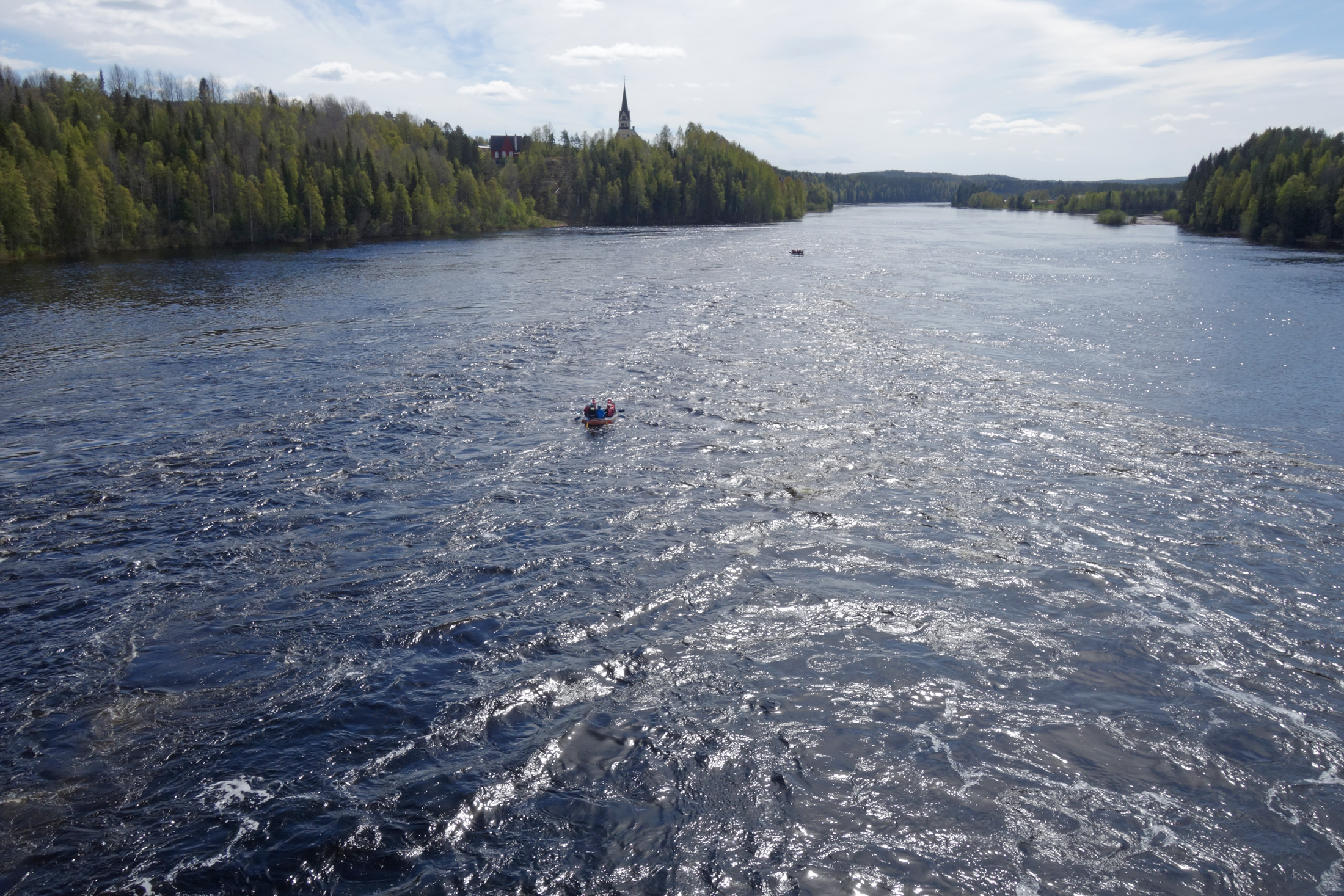
Kyrkans belägenhet vid Vindelälven.

- Predikstolen från 1600-talet har sitt ursprung i Backenkyrkan i Umeå och den skänktes av Umeå landsförsamling år 1800. Innan den flyttades till den nya kyrkan renoverades den i Stockholm med bland annat nytillverkade skulpturer.
- Ljuskronor av mässing från Linderbergs verkstad i Sundsvall, skänkt av fruarna Dickson.
- En förminskad kopia av Bertel Thorvaldsens kristusskulptur (142 cm), beställd 1903 från V Orlandis Eftr. i Köpenhamn.

### Kyrksilver
- En brudkrona gjord av silversmeden Erik Fleming.[11]
- En nattvardskalk från 1200-talet med en paten från 1821.[11]
- En trearmad altarljusstake av Wiwen Nilsson, skänkt 1943.[11]

### Orgel
Orgeln från den gamla kyrkan flyttades till den nya kyrkan och den ersattes 1915 med en orgel byggd av N. O. Alm i Boden. Den nuvarande orgeln byggdes 1962 av Grönlunds Orgelbyggeri i Gammelstad.
| Man I. Huvudverk    | Man II. Bröstverk (sv) | Pedal              | Koppel |
| ------------------- | ---------------------- | ------------------ | ------ |
| Principal 8'        | Gedackt 8'             | Subbas 16'         |        |
| Rörflöjt 8'         | Principal 4'           | Gedackt 8'         |        |
| Oktava 4'           | Rörflöjt 4'            | Oktava 4'          |        |
| Spetsflöjt 4'       | Waldflöjt 2'           | Kvintadena 2'      |        |
| Oktava 2'           | Nasat 1 1/3'           | Rauschkvint 3 chor |        |
| Mixtur 5-6 chor     | Scharf 3 chor          | Fagott 16'         |        |
| Sesquialtera 2 chor | Krumhorn 8'            | Skalmeja 4'        |        |
| Dulcian 16'         | Tremulant              |                    |        |
| Trumpet 8'          |                        |                    |        |

## Kyrkklockor
Klockgjuteriet Johan A. Beckman & Co erbjöd sig 1901 att gjuta kyrkklockorna efter att i tidningarna ha läst om att en ny kyrka skulle byggas. Klockorna beställdes i mars 1903 och de levererades i maj samma år. Klockorna väger 1 353,5 kg och 696 kg. Klockorna med tillbehör kostade 4 956,35 kr och de var en gåva från Carl Gustav Moritz i Umeå.